# پوانت-لوبل، کبک
پوانت-لوبل (به فرانسوی: Pointe-Lebel) روستایی در منطقه شهری مانیکواگان ناحیه کوت-نور در استان کبک کانادا است. در سرشماری سال ۲۰۱۱ این روستا ۱٬۹۴۳ نفر جمعیت داشته‌است و مساحت آن ۹۱٫۱۶ کیلومتر مربع است.